# Ernest Zawada (profesor)
Ernest Michał Zawada (ur. 1971 w Cieszynie) – polski malarz abstrakcjonista, nauczyciel akademicki, profesor dr hab., dziekan Wydziału Humanistyczno-Społecznego Uniwersytetu Bielsko-Bialskiego.

## Życiorys
W 1995 roku ukończył studia magisterskie na Wydziale Malarstwa Akademii Sztuk Pięknych w Warszawie, uzyskując dyplom z wyróżnieniem w pracowni Stefana Gierowskiego. W 2001 uzyskał stopień doktora, a w 2008 roku doktora habilitowanego na tejże uczelni. W roku 2020 uzyskał tytuł profesora nauk o sztukach pięknych o specjalności malarstwo.
W dorobku ma 83 indywidualnych oraz brał udział w 97 zbiorowych wystawach. Prace wystawiał w takich krajach jak m.in.: USA, Izrael, Niemcy, Włochy, Węgry, Ukraina, Czechy, Słowacja, Belgia, Wielka Brytania. Stała wystawa jego obrazów znajduje się w Galerii Zapiecek w Warszawie. Jego prace zawierają też kolekcje muzealne w: Wiśle, Acco (Izrael), Watykanie, Bielsku-Białej. Jest autorem wielu artykułów i rozdziałów w książkach głównie o metodyce nauczania sztuki. Promotor ponad stu prac licencjackich, magisterskich, inżynierskich.

## Twórczość

### Publikacje
M.in.:
- 2020: Znaczenie malarstwa w procesie edukacyjno-wychowawczym[9], [w:] Język. Tożsamość. Wychowanie. III
- 2014: Kształcenie plastyczne: refleksje z własnej praktyki, [w:] Sztuka, edukacja, kultura: z teorii i praktyki edukacji artystycznej[10]
- 2006: Nauka rysunku – ucz się od polskich mistrzów (Wydawnictwo Park)[11][12]

### Wystawy indywidualne
M.in.:
- 2014: Galeria odNOWA – ASP w Łodzi, „Obrazy mini-mal”[11]
- 2010: Galeria „U dziadka”, Wisła[11]
- 2009: Galeria BWA, Bielsko-Biała[11]

### Wystawy zbiorowe
M.in.:
- 2014: Galeria Salon Akademii, Pałac Czapskich w Warszawie, ASP, w wystawie „Inna formuła obrazu”[11]
- 2009: Rzym, „The best to Rome”, International Exhibition of Painting and Graphics, Cascina Farscetti, Rome, Italy[11]
- 2009: Galeria „Kropka”, Czeski Cieszyn[11]

## Nagrody i wyróżnienia
- Stypendium Ministra Kultury i Dziedzictwa Narodowego w 1995 i w 2007 roku[2]
- Nominacja do Nagrody Prezydenta Miasta Bielska-Białej „Ikar” 2006[2][6]